# ارزنه (خواف)
ارزنه (خواف)، روستایی از توابع بخش مرکزی شهرستان خواف در استان خراسان رضوی ایران است.

## جمعیت
این روستا در دهستان میان‌خواف قرار دارد و براساس سرشماری مرکز آمار ایران در سال ۱۳۸۵، جمعیت آن ۲۵۵ نفر (۴۶خانوار) بوده‌است.